# Сілантьєвка
Сіла́нтьєвка (каз. Силантьев) — село у складі Алтинсаринського району Костанайської області Казахстану. Входить до складу Убаганського сільського округу.
Населення — 1655 осіб (2021; 1550 у 2009, 1698 у 1999, 1942 у 1989).